# Nicklas Bendtner
Nicklas Bendtner (Koppenhága, 1988. január 16.) korábbi dán válogatott labdarúgó.Profi pályafutása során rengeteg neves klubban megfordult többek között az Arsenal,valamint a Juventus játékosa is volt.Aktív pályafutását 2021-ben fejezte be. Utolsó klubja a dán København volt.

## Pályafutása
Koppenhágában született, és a helyi Kjobenhavns Boldklubban kezdett futballozni. 4 gólt lőtt 6 dán nemzeti ifjúsági mérkőzésen, mielőtt 2004 nyarán csatlakozott az Arsenal csapatához. Nagyszerű csatárkettőst alkotott a tartalékcsapatban, oldalán Arturo Lupolival. Bendtner debütálására az első csapatban 2005. október 25-én került sor, egy Sunderland elleni Liga-kupa mérkőzésen a Stadium of Lightban az utolsó percekben váltotta Quincy Owusu-Abeyiet.
2006 augusztusában kölcsönbe a Birmingham Citybe került, egészen 2007 januárjáig. Bendtner 2006. augusztus 5-én debütált a csapatban a Colchester United ellen, Stephen Clemencet váltotta, végigjátszotta az utolsó fél órát, és ő lőtte csapata győztes gólját.
Arséne Wenger úgy döntött, jót fog tenni a Birminghamben szerzett tapasztalat a fiatal dánnak, így a kölcsönt kiterjesztették egészen a 2006-07-es szezon végéig, de a megállapodás tartalmazta azt a kikötést, hogy az Arsenal bármikor visszahívhatja, ha szüksége van rá. A szezon végén a kékek fel is jutottak a Premier Leaguebe.
Bendtner 2007 májusában aláírt egy új, 4 évre szóló szerződést az Arsenallal, és visszatért a csapatba a 2007-08-as évadra.
Az első mérkőzését az Emirates Stadiumban a Paris Saint Germain ellen játszotta egy barátságos mérkőzésen az Emirates Cup keretein belül. Bendtner gólt lőtt, és gól passzt adott Mathieu Flamininek.
Bendtner 2007. szeptember 25-én a Newcastle United elleni 2-0-s győzelemmel véget ért Liga-kupa mérkőzésen szerezte meg első gólját tétmeccsen az Arsenalban. Első gólját a Bajnokok Ligájában 2007. október 23-án a Slavia Prague ellen szerezte a 89. percben.
Első bajnoki találatát a városi rivális Tottenham ellen szerezte az Emirates Stadiumban, 2007. december 22-én. Bendtner 17 perccel a lefújás előtt váltotta Emmanuel Ebouét, és rögtön a pályára lépése után, első érintéséből győztes gólt fejelt Cesc Fabregas szöglete után. Ezzel ő tartja a csereként szerzett leggyorsabb gól rekordját (1.8 másodperc a hivatalos idő). Első Premier League találkozójára kezdőként 2007. december 29-én került sor. Ezen a mérkőzésen második sárga lapja után kiállították. Miután letöltötte eltiltását, megszerezte első gólját az FA kupában 2008. január 6-án, a Burnley elleni 2-0 alkalmával.
A dán U16-os nemzeti csapatban első 3 mérkőzésén 3 gólt szerzett 2004 februárjában, majd 6 gólt lőtt 15 mérkőzésen a dán U17-es válogatottban és őt választották 2004-ben Dániában az év legjobb U17-es játékosának.
2006. május 9-én ő volt a legfiatalabb játékos, akit beválogattak a dán U21-es nemzeti csapatba a 2006-os U21-es Európa bajnokságon. Első mérkőzésén az U21-es csapatban, 18 évesen ő szerezte mind két gólt a spanyol U21-es válogatott elleni barátságos mérkőzésen.
2006. augusztus 16-án, még mindig 18 évesen, bemutatkozott a felnőtt válogatottban, és ő lett a hetedik legfiatalabb játékos Dánia felnőtt válogatottjában. A debütálásán rögtön a kezdőcsapatban kapott helyet, és 30 perc után gólt szerzett Lengyelország ellen, ezzel segítve csapatát a 2-0-s győzelemben.
2010 márciusában az Arsenal-Porto  mesterhármast ért el. A meccs végeredmény Arsenal-Porto 5-0 lett.
2012. nyarán ismét a Juventus FC csapatához került, kölcsönbe. Az első félévben azonban várakozáson alul szerepelt, az olasz élvonalban (Serie A) pedig csak epizódszerepek jutottak neki.